# Kingsbay
Kingsbay är en 20 kilometer lång fjord på västra kusten av Västspetsbergen.
Kingsbay är också namnet på en nedlagd kolgruva utanför Ny-Ålesund. Kingsbay var också utgångspunkten för flera polarflygningar såsom Roald Amundsens 1925 och 1926, Richard Byrd 1926 och Umberto Nobile 1928. Här fanns tidigare radiostation och förtöjningsmast och hangar för luftskepp.